# Ernest Legendre
Pour les articles homonymes, voir Legendre.
Ernest Legendre, né le 3 mai 1855 à Amiens et mort le 10 novembre 1914 dans le 16e arrondissement de Paris, est un publiciste français et un acteur majeur à la création de la nouvelle station balnéaire Paris-Plage. 

## Biographie

### Enfance et formation
Ernest Louis Romain Legendre est né le 3 mai 1855 à Amiens dans le département de la Somme. Il est le fils d'Alphonse Legendre, grand propriétaire terrien à Démuin dans la Somme, entrepreneur en bonneterie et propriétaire du Grand-Hôtel à Paris-Plage, et de Virginie Juliette Mollet, propriétaire, l'un et l'autre appartenant aux premières familles du Santerre.
Élève de l'institution Devaux, il suit les cours du lycée d'Amiens avec succès, il obtient son diplôme de bachelier es-lettres, privilège de quelques personnes à cette époque.
En 1875 et 1876, il fait son service militaire, il tient, pendant cette période, un journal qu'il publie à sa sortie sous le titre Mémoires d'un volontaire d'un an.

### Carrière professionnelle
En même temps, il fonde à Amiens une feuille littéraire Vert-Vert qui est l'organe des jeunes littérateurs et particulièrement de la conférence littéraire d'Amiens dont il est membre actif dans les années 1877 et 1878.
Il collabore au Journal d'Amiens en écrivant des articles qui procurent bien souvent la franche gaieté de ses lecteurs.
En 1878, il est rédacteur en chef du Propagateur Picard, de Montdidier.
Il passe ensuite à l'Écho de l'Est puis aux antipodes, au Journal des Fougères, il aime les changements et, une pointe d'ambition le pousse vers des directions qu'il juge plus importantes pour son avenir de journaliste et d'écrivain.
En 1882, étant républicain et imaginant réconcilier l'église et l'état, il fonde le Républicain Catholique qui, salué par de hautes personnalités ecclésiastiques, lui procure une certaine célébrité. Cette entreprise ne dure pas.
En 1889, il lance le journal Le Boulangiste Catholique.
En 1893, il se présente aux élections dans le 18e arrondissement de Paris mais n'est pas élu.
En 1898, selon le journal La Croix, il se présente dans la circonscription des Grandes-Carrières, dans le 18e arrondissement de Paris, comme socialiste, indépendant, patriote antisémite.

### Son histoire à Paris-Plage

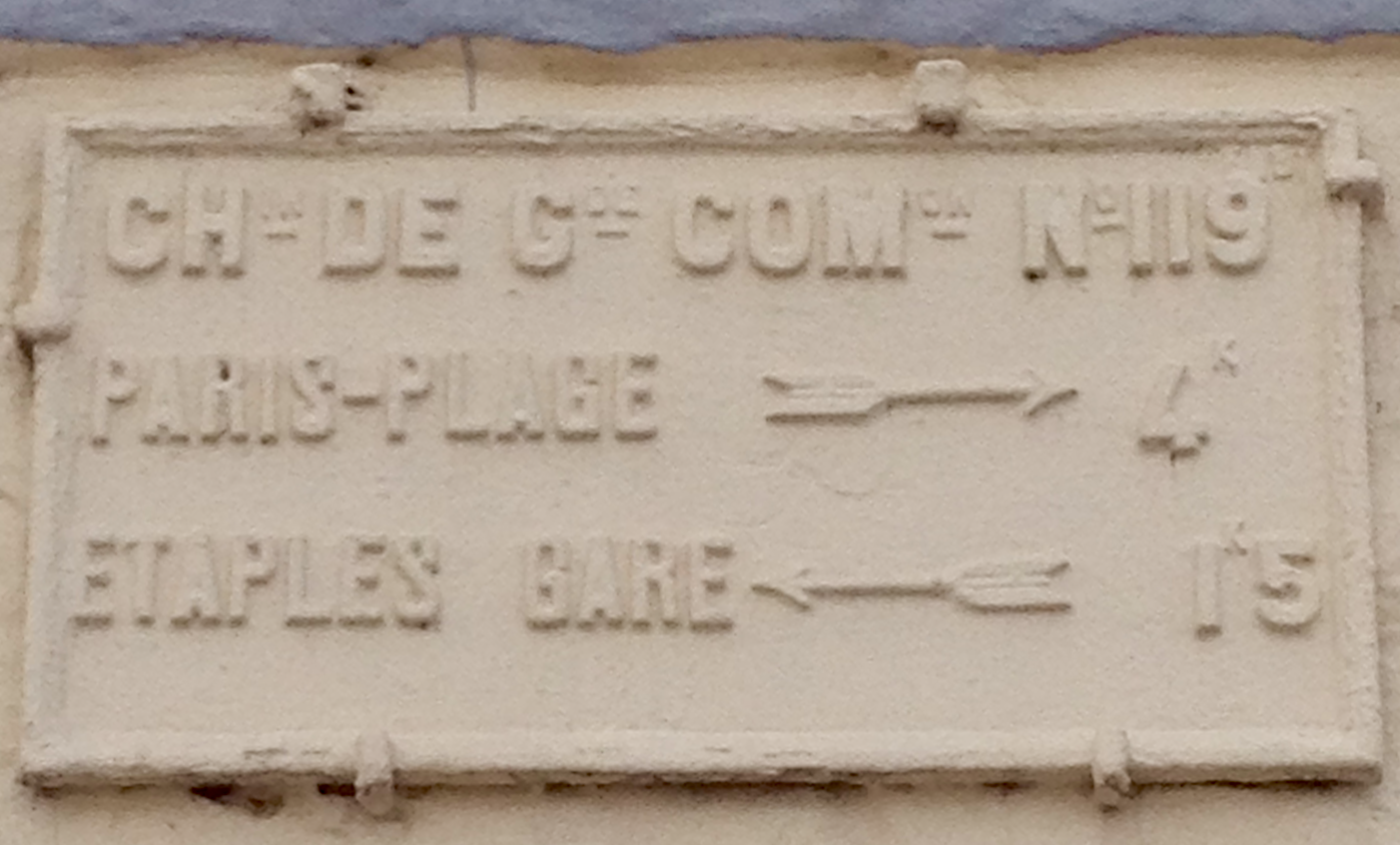
Plaque de cocher Paris-Plage.

En octobre 1874, Hippolyte de Villemessant, fondateur du Figaro, est invité par son ami Alphonse Daloz à une partie de chasse dans son domaine du Touquet. Émerveillé par le décor qu’il qualifie d’« Arcachon du Nord », il donne l’idée au propriétaire de lotir une partie de son domaine, d’en faire une station balnéaire et de lui donner le nom de « Paris-Plage ».
On peut lire dans le Figaro :

« À quatre kilomètres d'Étaples, à l'embouchure pittoresque de la Canche, abritée par une forêt de pins de 1 000 ha, une plage plus belle que celle de Trouville, si Dieu me prête vie, je veux faire de ce pays un Arcachon du Nord, qui pourrait adopter la devise Heri solitudo, hodie civitas, avant peu, le Touquet sera le rendez-vous favori de nos baigneurs parisiens et j'aurai résolu d'une façon pratique le fameux problème Paris-Plage. »

Cela allume une flamme dans l'esprit d'Ernest Legendre, Hippolyte de Villemessant meurt prématurément sans pouvoir mettre son projet à exécution, Ernest Legendre décide de stimuler Alphonse Daloz le châtelain du Touquet pour la réalisation.
En 1885, un événement vient le conforter dans l'idée du projet, sa sœur Juliette, victime d'une forte anémie, vient faire une saison dans l'hôtel Saint-Georges de la famille Géneau et retrouve la santé, ils décident tous les deux, Ernest et Juliette, de tout faire pour convaincre leur père de construire une résidence familiale.
Au printemps 1886, la villa Claudine angle nord-est de la rue Saint-Alphonse (Léon Garet, aujourd'hui) et du boulevard de la Mer (Docteur Jules Pouget aujourd'hui), sort du sable, elle devient plus tard Rose de Mai et accueille toute la famille Legendre.
Ernest Legendre, dont la seule ambition est de fonder un journal, commence par faire des articles très remarqués sur la station dans le Journal d'Amiens.
En 1886, il fonde, sans aucune subvention, le journal Paris-Plage Courrier des bains de mer, le premier numéro parait le 15 août 1886 à l'occasion de la fête du Touquet, c'est un succès, il a un retentissement important et la postérité paris-plageoise n'aura jamais assez de reconnaissance à sa mémoire, quand elle connaîtra le rôle considérable qu'il joua dans le développement de la plage.
À partir de ce jour, l’œuvre de Paris-Plage, va recevoir une véritable impulsion, il fait vendre son journal dans toutes les gares de chemin de fer, il l'envoie dans tous les casinos de France et de l'étranger et dans tous les grands hôtels.
Dès août 1886, les touristes et futurs acquéreurs arrivent en grand nombre de toute part, et pour transporter tout ce monde, d'Étaples à Paris-Plage, il n'y a qu'un omnibus qui circule sur une route en mauvais état, et il arrive que celui verse sur le bas-côté, et cela arriva, alors qu'il était bondé et qu'Ernest Legendre était juché sur l'impériale, il se releva tout contusionné ne sachant, lui et les autres voyageurs, qui maudire des Daloz ou de l'administration. Il s'occupera de la question de la route départementale en 1888.
En 1887, au mois de mai, il fait paraitre un numéro exceptionnel annonçant l'ouverture du Grand-Hôtel qui appartient à son père et construit sur ses conseils. Il écrit :

« Malgré les efforts d'une tempête terrible, et dont se sont réjouis des adversaires plus ridicules encore que malveillants, le Grand-Hôtel, qui fait honneur au talent du principal architecte de la plage, Charles Billoré, et au zèle de ses auxiliaires, M. Legrand et les employés de son équipe, sera exploité à l'époque et dans les conditions indiquées »

Il obtient, avec Mme Daloz, auprès de M. Sartiaux, ingénieur en chef de la compagnie des chemins de fer du Nord, que tous les trains s'arrêtant à Étaples, soient desservis par une correspondance du chemin de fer à destination de la station balnéaire. C'est un immense progrès.
En 1888, la question de la route départementale l'occupe particulièrement, Paris-Plage ne possède qu'un chemin de 3,848 km, entretenu soi-disant par l’État, pour le service des phares. Il reste 1,115 km à la charge des propriétaires du Touquet, qui n'entretiennent rien.  Il ne s'agit que de desservir les phares et le sémaphore, le château a, lui, son chemin particulier. Là, encore Ernest Legendre, accompagné par Mme Daloz, fait toutes les démarches pour obtenir que le département s'intéresse à cette question. Ils font intervenir les maires de Cucq et d'Étaples auprès du conseiller général Jules Moleux, non-contents d'obtenir la promesse de conseillers généraux et du préfet lui-même, ils interviennent auprès du député de la circonscription Louis Boudenoot et de Pierre Deluns-Montaud, ministre des Travaux publics. L'accord est obtenu, Paris-Plage est doté de son chemin d'accès, la famille Daloz doit abandonner le terrain nécessaire à l'élargissement nécessaire à la route départementale.
Jamais Ernest Legendre n'arrête ses efforts pour la station, il obtient qu'une deuxième boîte aux lettres soit installée dans la cour du Grand-Hôtel, cela semble une petite chose, mais on ne peut imaginer les démarches qu'il a faites à Montreuil, à Arras et à Paris au ministère des Postes.
En 1889, il obtient l'arrêt de deux trains express en gare d'Étaples et en 1890, de deux autres. Avant, il fallait changer de train à Amiens, et attendre deux heures pour prendre un train omnibus qui prenait trois heures pour aller à Étaples.
Ce qui est un vrai triomphe pour lui, et Paris-Plage, c'est d'obtenir, de la compagnie des chemins de fer du Nord, la reconnaissance officielle du nom de Paris-Plage, qui n'avait jamais figuré, ni sur ses affiches ni sur ses indicateurs, et qu'en même temps, on crie à chaque arrêt de train en gare d'Étaples « Étaples, Paris-Plage ».
En 1890, il obtient des Ponts et Chaussées la pose de bornes kilométriques en fonte et de plaques de cocher, au tournant des routes, indiquant la station.
En 1892, Ernest Legendre va jusqu’au ministère de l’intérieur où siège alors le président de la république M. Émile Loubet, et il obtient de lui que le nom de Paris-Plage soit, de suite, inscrit sur toutes les cartes géographiques et dans tous les répertoires de son ministère. M. Loubet fait plus, comme il est, en même temps, président du Conseil des ministres, il obtient de ses collègues que la même chose se fasse pour les autres ministères. À partir de cette époque, la Guerre, la Marine, les Travaux Publics, les Finances, les Postes et Télégraphes emploient officiellement le nom de Paris-Plage : en sorte que l’on peut dire que c’est M. Emile Loubet qui est le véritable parrain de Paris-Plage ; ainsi que l’a toujours fait observer Ernest Legendre. La reconnaissance du nom, c'est le début de la carrière administrative de Paris-Plage ; car, sans cette formalité indispensable, il aurait été impossible pour Paris-Plage, d'avoir une existence propre, et la station serait restée un hameau de la ville de Cucq.
En 1894, le syndicat des propriétaires s'oppose à la famille Daloz qui ne veut pas abandonner la propriété du fond des rues dont elle impose l'entretien. En même temps, Ernest Legendre a quelques démêlés avec Alphonse Daloz qui se sent ridiculisé dans son journal, l'affaire est portée au tribunal et Ernest Legendre condamné à une légère amende.
En 1895, désireux de sauvegarder Paris-Plage, il combat énergiquement le projet Mayville de John Whitley qui prévoit d'absorber Paris-Plage : que Mayville fasse partie du Touquet comme Paris-Plage, très bien, mais pas qu'il appartienne à Mayville. En 1904, cela n'empêche pas John Whitley, devenu acquéreur du domaine du Touquet, de serrer la main à Ernest Legendre.
Sa santé commence à s'altérer, de nature apoplectique, l'air de la mer lui est complètement défendu. Il cède son journal, qui a juste dix ans, à Charles Delambre, imprimeur à Montreuil.
Le 23 juillet 1896, il publie, en tête du journal, un article d'adieu :

« Fidèles et chers lecteurs du Paris-Plage, je vous fais aujourd'hui presque mes derniers adieux, notre charmante station balnéaire maintenant bien connue, vigoureusement lancée, peut se passer du concours actif de son premier rédacteur. Sentant donc venir, sinon notre fin, du moins le moment où il me sera permis de prendre quelque repos, après dix années de rude labeur, délivré du souci d'encourager, de défendre une création balnéaire, assez forte actuellement pour braver les bourrasques de la critique malveillante et jalouse, j'estime avoir quelque droit à la retraite, etc. »

Édouard Lévêque a dit et écrit de lui :

« Nous pouvons dire de suite, sans crainte d'être démenti, que, dans la création et dans l’œuvre de Paris-Plage, la première place revient, presque sans conteste, à Ernest Legendre […] Nous qui sommes venus dans ce pays dès l'origine, nous avons pu apprécier ceux qui ont consacré, pour lui, leur intelligence, leur tranquillité, leur santé et leur fortune, Or, nul, plus que Legendre ne se dépensa aussi complètement pour notre station balnéaire […] Cependant notre concitoyen n'a pas plu à tous, nul n'est universel, mais pour ceux qui sont impartiaux, et qui observent tranquillement les actes, on est encore étonné, aujourd'hui des résultats que la volonté et la ténacité d'un seul homme ont pu obtenir, car, il faut le dire, afin que la postérité le sache bien, si le nom de Paris-Plage a fini par recevoir une consécration officielle, c'est à lui seul que nous le devons […] Et maintenant, le journal de Paris-Plage, qui fut toujours pour lui la plus lourde des charges, n'a-t-il pas été le plus grand facteur de notre développement et de notre prospérité, n'at-il pas répandu, aux quatre coins de la France et jusqu'à l'étranger, le bon renom de notre plage, n'a-t-il pas célébré sur tous les tons la beauté de nos sites […] Et cet hôtel important, si coûteux, que sa famille entreprit dans un désert, à une époque où il n'y avait rien, ni chalets, ni baigneurs, n'est-ce pas une de ces folies sublimes! […] Avec ses allures de tribun, c'est un petit Gambetta à sa manière
[…] Comme lui, il était corpulent, la face toujours plus ou moins congestionnée à la Mirabeau, il gesticulait, tempêtait et tonnait, quand il avait une idée, il fallait quand même qu'elle pénétrât dans l'esprit de ceux qui étaient prêts à le contredire, cette combativité native fut souvent la cause des luttes que nous avons relatées […] Cependant, malgré cette énergie,Ernest Legendre était bon enfant, obligeant à l'excès et toujours prêt à rendre service, certes notre cité a perdu son départ, mais comme il le disait lui-même "maintenant que mon enfant est élevé, il n'a plus besoin de son père, que les autres perfectionnent son éducation" et nous, nous ajoutons, que l'enfant se souvienne toujours de son principal auteur ! Paris-Plage n'oubliera jamais Ernest Legendre »

Cette même année 1896, il cède aux frères Street, le Grand-Hôtel dont il est le propriétaire avec sa nièce Mlle Cécile Debeauvais, puis successivement aliène toutes ses propriétés, la villa Claudine et quelques terrains qu'il possède à Paris-Plage.
Le 9 juillet 1906, il accepte de devenir membre de la société académique de Paris-Plage. Il est l'un des huit fondateurs de la société académique de Paris-Plage.
Il revient de temps en temps à Paris-Plage pour quelques heures.
Le 26 août 1907, il donne, à la société académique de Paris-Plage, un récit anecdotique sur les « coulisses paris-plageoises » qui est publié dans les mémoires de l'association, c'est son dernier écrit sur Paris-Plage.
Il se retire dans le 16e arrondissement de Paris, dans un rustique pavillon situé dans un grand parc, à la villa Montmorency dans le quartier d'Auteuil.
René Pacquet, propriétaire du lotissement de Quentovic, au Touquet-Paris-Plage, donne son nom à l'une des avenues du lotissement : la partie de l'actuelle rue de Desvres, entre la rue d'Arras et l'avenue Belle-Dune. Le nom de cette avenue a, aujourd'hui, disparu.

### Mort
En 1914, il meurt le 10 novembre, âgé de 59 ans, célibataire, dans le 16e arrondissement de Paris.

## Publications
Il a publié, outre de nombreux articles dans toute la presse :
- Les mémoires d'un involontaire d'un an, (Paris, Frison, édit. 1887) ;
- Le Canard d'Amiens ;
- La Lanterne Infernale, (Paris, 1886-1887);
- Les Cabotins de Paris, etc[11].

## Pour approfondir